# Encantado (Rio Grande do Sul)
Encantado – miasto i gmina w Brazylii, w stanie Rio Grande do Sul. Znajduje się w mezoregionie Centro Oriental Rio-Grandense i mikroregionie Lajeado-Estrela. W gminie usytuowany jest pomnik Chrystusa Obrońcy, który został ukończony w 2022 roku.